# Timori császárgalamb
A timori császárgalamb (Ducula cineracea) a madarak osztályának galambalakúak (Columbiformes) rendjébe és a galambfélék (Columbidae) családjába tartozó faj.
A magyar név forrással nincs megerősítve, lehet, hogy az angol név tükörfordítása (Timor Imperial-pigeonl).

## Előfordulása
Indonézia és Kelet-Timor területén honos.

## Alfajai
- Ducula cineracea cineracea
- Ducula cineracea schistacea

## Megjelenése
Testhossza 39-43 centiméter.